# نخستین دادگاه استیضاح دونالد ترامپ
نخستین دادگاه استیضاح دونالد ترامپ (انگلیسی: First impeachment trial of Donald Trump) مربوط به فرایند نخستین استیضاح دونالد ترامپ، رئیس‌جمهور ایالات متحده آمریکا در کنگره ایالات متحده می‌شود که از ۱۶ ژانویه ۲۰۲۰ آغاز شد و در ۵ فوریه ۲۰۲۰ پایان یافت.
این رخداد نتیجه رأی مجلس نمایندگان ایالات متحده به استیضاح ترامپ در ۱۸ دسامبر ۲۰۱۹ می‌باشد که در پی اعلام وصول استیضاح دونالد ترامپ در ماه سپتامبر و متعاقباً بررسی موضوع طی ماه‌های سپتامبر تا نوامبر واقع شد.
نمایندگان در دو مورد رأی به ماده اول طرح استیضاح که دونالد ترامپ در آن به «سوءاستفاده از قدرت» متهم شده‌است با ۲۳۰ رای موافق در مقابل ۱۹۷ رای مخالف به تصویب مجلس نمایندگان رسید. ماده دوم طرح استیضاح نیز که به اتهام «کارشکنی در کار کنگره» مربوط می‌شود با ۲۲۹ رای موافق و ۱۹۸ رای مخالف به تصویب رسید. جان رابرتس، رئیس دیوان عالی آمریکا ریاست جلسات محاکمه دونالد ترامپ در مجلس سنا را برعهده داشت.
سنای آمریکا در پنجم فوریه با رأی اکثریت، دونالد ترامپ را از اتهامات سوء استفاده از قدرت و تحقیر کنگره تبرئه کرد؛ در حالی که تمامی ۴۵ سناتور حزب دموکرات و دو سناتور مستقل علیه وی رأی دادند. در مقابل تمامی سناتورهای حزب جمهوریخواه، در خصوص تحقیر کنگره، به نفع وی رأی دادند و در خصوص سوء استفاده از قدرت تنها یک سناتور جمهوریخواه (میت رامنی) علیه وی رأی داد.